# Antimargarita bentarti
Antimargarita bentarti is een slakkensoort uit de familie van de Margaritidae. De wetenschappelijke naam van de soort is voor het eerst geldig gepubliceerd in 2009 door Aldea, Zelaya & Troncoso.